# Robin (postać)
Robin – szereg fikcyjnych postaci, będących pomocnikami superbohatera (ang. sidekick), znanych z serii komiksów wydawanych przez DC Comics oraz z wszelkich adaptacji związanych z postacią Batmana. Postać pierwszego Robina (Richarda „Dicka” Graysona) została stworzona przez Billa Fingera, Boba Kane’a oraz Jerry’ego Robinsona, zadebiutował on w Detective Comics vol. 1 #38 (kwiecień 1940). Nazwa postaci pochodzi od angielskiego słowa oznaczającego rudzika. W zamyśle twórców Robin miał pełnić identyczną rolę, jaką w książkach o przygodach Sherlocka Holmesa autorstwa sir Arthura Conana Doyle’a pełni postać doktora Watsona. Był również częściowo inspirowany postacią Robin Hooda, bohatera angielskich podań ludowych. Robin jest nastoletnim pomocnikiem Batmana, razem tworzą duet samozwańczych pogromców zbrodni znany jako Dynamiczny Duet (Dynamic Duo). Znany jest także jako Cudowny chłopiec (The Boy Wonder). W późniejszych komiksach zaczęły pojawiać się kolejne postacie bazujące na tym pomyśle. Po odejściu Richarda Graysona w stan spoczynku, a później przyjęciu przez niego pseudonimu Nightwing, jego miejsce zajął Jason Todd (twórcy: Gerry Conway i Don Newton), który zadebiutował w magazynie Batman vol. 1 #357 z marca 1983, pierwszy raz jako Robin w Batman vol. 1 #368. Tragiczna śmierć Jasona Todda była głównym wątkiem historii komiksowej Batman: A Death in the Family (oryginalnie wydanej w Batman vol. 1 #426-429), po zmartwychwstaniu stał się antybohaterem o pseudonimie Red Hood. Trzecim Robinem był Timothy „Tim” Drake, stworzony przez Marva Wolfmana i Pata Brodericka (debiut w Batman vol. 1 #436 z sierpnia 1989, pierwszy raz jako Robin w Batman vol. 1 #457 z grudnia tego samego roku). Po rezygnacji Tima Drake’a z roli Robina, jego miejsce zajęła jego dziewczyna – Stephanie Brown (wcześniej znana pod pseudonimem Spoiler, obecnie Batgirl), która została stworzona przez Chucka Dixona i Toma Lyle'a (debiut w Detective Comics vol. 1 #647 z sierpnia 1992, pierwszy raz jako Robin w Robin vol. 4 #126 z lipca 2004). W wydawanych obecnie komiksach o przygodach Batmana, nowym Robinem jest syn Bruce’a Wayne’a – Damian Wayne, stworzony przez Mike’a W. Barra (debiut w Batman: Son of the Demon z 1987, pierwszy raz jako Robin w Batman and Robin vol. 1 #1 z sierpnia 2009).
Robin poza komiksem pojawiał się również w licznych serialach animowanych, filmach fabularnych i grach komputerowych o przygodach człowieka-nietoperza. Pierwszy raz na ekranie (jako Dick Grayson) pojawił się w 15-odcinkowym serialu kinowym Batman z 1943 roku, gdzie w tytułową postać wcielił się Douglas Croft. W kontynuacji serialu, pod tytułem Batman and Robin z 1949 roku miejsce Crofta zajął Johnny Duncan. W serialu telewizyjnym z lat sześćdziesiątych oraz w filmie Batman zbawia świat (Batman: The Movie) w rolę cudownego chłopca wcielił się Burt Ward. W dwóch filmach w reżyserii Joela Schumachera: Batman Forever (Batman Forever) z 1995, oraz Batman i Robin (Batman & Robin) z 1997, w rolę Dicka Graysona/Robina wcielił się Chris O’Donnell. W finale trylogii przygód Batmana w reżyserii Christophera Nolana, pod tytułem Mroczny Rycerz powstaje (The Dark Knight Rises) z 2012 roku, pojawia się grana przez Josepha Gordon-Levitta postać policjanta Johna Blake’a, luźno inspirowana postacią Robina.

## Opis postaci

### Dick Grayson
Richard „Dick” Grayson – pierwszy Robin, który jako trzynastoletni akrobata, został zaadoptowany przez Bruce’a Wayne’a po śmierci jego rodziców na arenie cyrkowej. W kilka miesięcy później zadebiutował jako Robin u boku alter-ego swojego opiekuna, tworząc razem z nim Dynamiczny Duet (Dynamic Duo). Kiedy dorósł, poszedł na studia i ostatecznie porzucił całkiem rolę Robina. Rozpoczął działalność na własną rękę jako Nightwing w mieście Blüdhaven (na co dzień pracował tam jako policjant), później działał także w Nowym Jorku. Był członkiem The New Titans. Po śmierci Bruce’a (Final Crisis vol. 1 #6) został nowym Batmanem (Batman: Battle for the Cowl vol. 1 #1–3). Kiedy Bruce Wayne został wskrzeszony, powrócił do tożsamości Nightwinga (Nightwing Vol. 3 #1).

### Jason Todd
Jason Peter Todd – po odejściu Graysona, Batman przysposobił do roli Robina kolejnego nastolatka, Jasona Todda. Był on drobnym chuliganem i dzieckiem ulicy, a jego pierwsze spotkanie z Batmanem miało miejsce, gdy usiłował ukraść koła z Batmobilu. Jego kariera jako Robina zakończyła się, kiedy wbrew poleceniom swojego mentora wpadł w pułapkę i został zabity przez Jokera w historii Batman: A Death in the Family (oryginalnie wydanej w Batman vol. 1 #426–429). Po zmartwychwstaniu, postanowił zemścić się na swoim oprawcy, przyjmując dawny pseudonim Jokera – Red Hood, ale także i na Batmanie, gdy dowiedział się, że ten nie pomścił jego śmierci (Batman: Under the Hood).

### Tim Drake
Timothy „Tim” Drake jako mały chłopiec był świadkiem tragicznej śmierci rodziców Dicka Graysona. Gromadząc wszelkie informacje na temat Batmana i Robina, odkrył ich prawdziwą tożsamość. Obserwując pogarszający się stan Mrocznego Rycerza po śmierci Jasona Todda podjął próbę połączenia ponownie Wayne’a i Graysona w zespół. Próba ta okazała się nieudana, zaowocowała jednak zgodą Batmana, aby Tim zajął miejsce zamordowanego Jasona (historia Batman: A Lonely Place of Dying). Na krótko porzucił strój Robina na prośbę ojca, jednak później powrócił do roli pomocnika Batmana. Po wydarzeniach z Battle for the Cowl Dick Grayson (nowy Batman) mianował Damiana Wayne’a nowym Robinem, zaś Tim przyjął pseudonim Red Robin.

### Stephanie Brown
Stephanie Brown – córka złoczyńcy Cluemastera. Stworzyła postać Spoiler, aby przeciwdziałać przestępstwom ojca, aż z czasem zetknęła się z Batmanem i Robinem (Timem Drakem). Wkrótce ona i Robin zaczęli ze sobą współpracować, a także zostali parą. Kiedy Tim został przez swojego ojca zmuszony do rezygnacji z roli Robina, Stephanie zajęła miejsce Tima, aż do chwili swojej sfingowanej śmierci (crossover Batman: War Games). W chwili obecnej działa jako Batgirl.

### Damian Wayne
Damian Wayne lub Ibn al Xu’ffasch – syn Bruce’a Wayne’a i Talii al Ghul. Działał jako Robin, występując u boku Dicka Graysona, ówcześnie działającego Batmana oraz Bruce’a Wayne’a. Został zabity przez Heretica, dorosłą wersję własnego klona (Batman Incorporated vol. 2 #8).

## Wersje alternatywne
Robin pojawił się niektórych komiksach z serii Elseworlds oraz innych niekanonicznych historiach, które przedstawiają znanych bohaterów uniwersum DC w zupełnie innych realiach i czasach, m.in.:
- szeregu niekanonicznych historii (tzw. Imaginary Stories) pojawia się postać Bruce’a Wayne’a Jr. – syna Bruce’a, który wciela się w rolę Robina. Pierwszy raz pojawia się ona w historii The Second Batman and Robin Team z Batman vol. 1 #131 (kwiecień 1960[26]). Nowy Robin był synem Bruce’a i ówczesnej Batwoman, Kathy Kane. Później pojawiał się m.in. w historii Part I: The Sons of Superman and Batman, w World's Finest vol. 1 #154 (grudzień 1965[27]), w historii Saga of the Super Sons! z komiksu World's Finest vol. 1 #215 (grudzień 1972[28]), oraz w mini-serii zatytułowanej Superman & Batman: Generations[29];
- Batman: Powrót Mrocznego Rycerza (Batman: The Dark Knight Returns) autorstwa Franka Millera, którego akcja rozgrywa się w niedalekiej przyszłości, pojawia się postać trzynastoletniej Caroline „Carrie” Kelley. W przeciwieństwie do innych kanonicznych postaci Robina, Carrie nie jest sierotą, mimo to w komiksie jej rodzice (którzy nie zostali nawet pokazani) nie wykazują zainteresowania swoją córką. Jest także pierwszą żeńską postacią, która przyjęła pseudonim zarezerwowany dotychczas wyłącznie dla chłopców. Po tym jak Batman uratował ją i jej przyjaciółkę przed członkami młodocianego gangu Mutantów, Carrie postanawia założyć strój Robina i odnaleźć swojego wybawcę. Niedługo potem dziewczyna odwdzięcza się mu i tym samym zyskuje jego sympatię. Podstarzały Bruce widzi w niej potencjał i postanawia ją szkolić. Razem podejmują walkę z terroryzującymi Gotham City Mutantami, którzy po utracie przywódcy dostrzegają w Batmanie nową siłę w mieście i stają się „Synami Batmana”. Później Carrie pomaga swojemu mentorowi w pokrzyżowaniu zbrodniczych planów Jokera. Carrie jest również jedną z nielicznych osób, która wie o sfingowaniu przez Bruce’a swojej śmierci po pojedynku z Supermanem. W komiksie są wspomniani również Dick Grayson oraz Jason Todd. Carrie Kelley została wprowadzona do głównego uniwersum DC w będącym częścią The New 52 magazynie Batman and Robin vol. 2 #19. Według zapowiedzi scenarzysty serii Batman and Robin Petera J. Tomasi, nie będzie o zbytnio odbiegać od wersji znanej komiksów Franka Millera[30];
- kontynuacji Batman: Powrót Mrocznego Rycerza pod tytułem Batman: Mroczny Rycerz kontratakuje (The Dark Knight Strikes Again), Carrie Kelley powraca, jednak już tym razem jako Catgirl. Nosi ona strój przypominający lamparta, a jej główną bronią jest przymocowane do ręki działko wystrzeliwujące batarangi. Po ustanowieniu na całym świecie przez Lexa Luthora i Brainiaca państwa policyjnego, jej głównym zadaniem jest dowodzenie „Batboyami” („Synami Batmana”). Jedną z jej misji było wyzwolenie Flasha i Atoma. Carrie wykazuje brak jakichkolwiek skrupułów wobec swoich podwładnych, którzy dopuścili się niesubordynacji: jednego z „Batboyów” za zabicie kilku policjantów wbrew jej rozkazom, brutalnie bije i każe innym zszyć jego rany bez znieczulenia. W komiksie pojawia się również Dick Grayson, który okazuje się być głównym czarnym charakterem w całej historii. W wyniku terapii genowej stał się nieśmiertelny i zaczął się mścić na Brusie, jako tajemnicza postać identyfikowana z Jokerem, zabijająca starych superbohaterów. Nosi stroje dawnych herosów i złoczyńców m.in. Cosmic Boya i Mister Mxyzptlka. Jego ofiarą padają: Martian Manhunter, Creeper i Strażnik (Jim Harper). Usiłuje on zgwałcić, a następnie zabić Carrie, jednak zostaje powstrzymany przez Batmana. W kulminacyjnej walce, Bruce tłumaczy mu, że został wyrzucony „Za nieudolność. Za tchórzostwo”. Batman ostatecznie zabija Dicka, wrzucając go do lawy, okazując przy tym wyraźną pogardę wobec byłego pomocnika;
- Przyjdź Królestwo (Kingdom Come) autorstwa Marka Waida i Alexa Rossa, starzejący się Richard Grayson przybiera nową tożsamość, Red Robin. Jest mężem Starfire, z którą ma dojrzałą już córkę Mar'i Grayson, która poszła w ślady rodziców i stała się superbohaterką o pseudonimie Nightstar. Mimo swojego wieku, Richard wciąż posiada siłę i umiejętności niezbędne w walce z przestępczością. Jego nowy kostium już nie przypomina tego, który nosił za młodu, bliższy jest kostiumowi Batmana. Z początku Red Robin jest bardziej skłonny poprzeć Supermana i reaktywowaną przez niego Ligę Sprawiedliwych, aniżeli ponownie przyłączyć się do swojego dawnego mentora. W późniejszych publikacjach motyw Red Robina został zaadaptowany w głównym uniwersum DC. Pierwszym herosem, który założył kostium Red Hooda był Jason Todd w trakcie wydarzeń z Countdown to Final Crisis. Był to dar od Batmana z alternatywnego uniwersum (Countdown to Final Crisis vol. 1 #14[31]). Kolejnym posiadaczem kostiumu był superzłoczyńca Ulysses Armstrong, który nosił go krótko w trakcie historii Search for a Hero (Robin vol. 4 #180[32]). Ostatecznie to Tim Drake został Red Robinem pod koniec Battle for the Cowl, kiedy to nowym Robinem stał się Damian Wayne;
- Batman i Robin: Cudowny Chłopiec (All Star Batman & Robin, The Boy Wonder), będącym prequelem Batman: Powrót Mrocznego Rycerza oraz Batman: Mroczny Rycerz kontratakuje, Frank Miller przedstawił alternatywną wersję początków działalności Dicka Graysona. Dick jako trzynastoletni chłopiec był najmłodszym członkiem rodziny akrobatów cyrkowych, znanej jako  Latający Graysonowie. Po zamordowaniu jego rodziców przez gangstera, Jocko-Boy Vanzetti, Dick zostaje uprowadzony przez skorumpowanych funkcjonariuszy lokalnej policji. Na ratunek chłopcu rusza Batman, który oferuje mu udział w krucjacie przeciwko przestępczości. Chłopiec przystaje na propozycję Batmana. Po zabraniu Dicka do swojej kryjówki, Batman rozpoczyna szkolenie chłopca, stosując metody wychowania spartańskiego. Alfred protestuje przeciwko takiemu traktowaniu sieroty i postanawia zaopiekować się nim, co nie podoba się Bruce’owi, gdyż ten uważa, że Dick musi przejść przez to samo co on w młodości. Batman nakazuje również Dickowi wykreować swoją ukrytą tożsamość i kostium. Chłopiec wybiera pseudonim Robin Hood (później za radą Bruce’a porzuca słowo Hood, pozostawiając jedynie przy Robin). Pierwszym sprawdzianem dla Robina była decyzja o życiu lub śmierci mordercy jego rodziców. Ostatecznie chłopiec daruje życie przestępcy, który w wyniku tortur ujawnia, że jego mocodawcą był Joker. Batman wkrótce odkrył, że traumatyczne przeżycie odbijają się negatywnie na zachowaniu Robina. Podczas dramatycznej kłótni z Zieloną Latarnią (Halem Jordanem), która przerodziła się w walkę, Robin omal nie zabił starszego bohatera. Wówczas Batman zrozumiał, że popełnił błąd próbując uczynić Dicka swoim pomocnikiem w krótkim czasie oraz że jego wychowanek będzie musiał pogodzić się jeszcze ze śmiercią rodziców.

## W innych mediach

### Seriale i filmy aktorskie

#### Batman(serial z 1943) orazBatman and Robin(serial z 1943)
W 15-odcinkowym serialu Batman z 1943 roku, emitowanym wówczas w kinach w rolę Dicka Graysona/Robina wcielił się Douglas Croft. W kontynuacji Batman and Robin z 1949 roku Douglasa Crofta zastąpił Johnny Duncan.

#### Batman(serial z lat 60.) orazBatman zbawia świat(film z 1966)
W serialu telewizyjnym z lat sześćdziesiątych oraz w filmie Batman zbawia świat (Batman: The Movie) z 1966 w rolę Dicka Graysona/Robina wcielił się Burt Ward.
W filmie telewizyjnym, w reżyserii Paula A. Kaufmana Powrót do jaskini Batmana – przypadki Adama i Burta (Return to the Batcave: The Misadventures of Adam and Burt), odtwórcy roli Batmana (aktor Adam West) i Robina (Burt Ward) powracają, aby rozwiązać zagadkę kradzieży oryginalnego Batmobila z serialu z lat sześćdziesiątych.

#### Batman Forever(film z 1995) iBatman i Robin(film z 1997)
W filmie Batman Forever (Batman Forever) Joela Schumachera z 1995 roku w rolę Dicka Graysona/Robina wcielił się Chris O’Donnell. Kontynuował tę rolę w filmie Batman i Robin (Batman and Robin). Geneza tej wersji postaci jest zbieżna z genezą komiksową, jednakże w przeciwieństwie do swojego pierwowzoru, w filmie jego rodzina zostaje zamordowana, nie przez bossa mafijnego Zucco, a przez Dwie Twarze. Pierwszy raz Robin miał pojawić się w filmie Tima Burtona Powrót Batmana (Batman Returns) z 1992 roku, oraz w planowanym sequelu (pierwotnie reżyserem miał być Burton), miał go zagrać afroamerykański aktor Marlon Wayans. Jednak przez zmiany w scenariuszu, postać ta pojawia się dopiero w obrazie Schumachera, ten jednak zastąpił Wayansa Chrisem O’Donnellem. Mimo roszad w obsadzie, Wayans otrzymał gażę za oba filmy. Oprócz O’Donnella brani byli pod uwagę jeszcze inni aktorzy: Christian Bale (późniejszy odtwórca roli Batmana w trylogii Mrocznego rycerza w reżyserii Christophera Nolana), Leonardo DiCaprio, Matt Damon, Jude Law, Ewan McGregor, Corey Haim, Corey Feldman, Toby Stephens i Scott Speedman. Oba filmy w reżyserii Schumachera wywołały liczne kontrowersje, odnoście ukazania postaci Batmana i Robina w kampowym stylu, a także doszukiwano się w relacjach między głównymi bohaterami pewnych podtekstów homoseksualnych. Kostium Robina w Batman Forever był zbliżony do komiksowego oryginału, aczkolwiek bliższy był kostiumowi Tima Drake’a, natomiast w kontynuacji wzorowany był bardziej na kostiumie Nightwinga.
Młody Richard był członkiem rodziny artystów trapezowych. Jego życie zmienia się z chwilą, kiedy jego rodzice i starszy brat zostają brutalnie zamordowani przez Dwie Twarze (Tommy Lee Jones), gdy ten wziął za zakładników widownię, w czasie odbywania się dorocznego pokazu cyrkowego. Zostaje przygarnięty przez Bruce’a Wayne’a (Val Kilmer), gdyż milioner czuł się winny z powodu, tego że nie zdołał ocalić rodziny chłopaka. Z czasem Dick odkrywa tajne przejście do jaskini pod posiadłością Wayne’ów i tym samym tożsamość Batmana. Prosi Bruce’a by ten zaczął go szkolić i uczynił go swoim pomocnikiem, aby pewnego dnia mógł pomścić śmierć rodziców i brata. Bruce nie zgadza się na to i w pojedynkę zamierza ująć Dwie Twarze oraz sprzymierzonego z nim Riddlera (Jim Carrey). Batman atakuje złoczyńców na zorganizowanym przez nich przyjęciu, jednak później wpada w zastawioną przez nich pułapkę, z której wychodzi ledwo żywy. Na ratunek przychodzi mu Robin w stroju cyrkowym. Po zniszczeniu jaskini przez Człowieka-zagadkę i Dwie Twarze, a także uprowadzeniu dr. Chase Meridian (Nicole Kidman), Dynamiczny Duet postanawia ostatecznie rozprawić się ze złoczyńcami. Po przybyciu na wyspę Claw Island, bohaterowie rozdzielają się, wskutek czego Robin zostaje szybko schwytany. Riddler daje Batmanowi do wyboru: ocalić dr. Meridian, albo Robina. Superbohaterowi udaje się uratować ich obojga i pokrzyżować plany szaleńca. Kiedy Dwie Twarze ginie, dochodzi do Dicka, że zdołał pomścić śmierć swojej rodziny. Po tych wydarzeniach Robin staje wiernym towarzyszem Batmana w obronie Gotham.
W kolejnym filmie Dynamiczny Duet powraca, aby tym razem zmierzyć się z nowym złoczyńcą – Mister Freeze’em (Arnold Schwarzenegger). W tej historii Robin ma dość bycia jedynie pomocnikiem i postanawia wyjść z cienia Batmana (George Clooney). Przez swoją porywczość daje się zamrozić Mr. Freeze’owi, co ułatwia ucieczkę przestępcy. W międzyczasie Dick poznaje Barbarę Wilson (Alicia Silverstone), siostrzenicę kamerdynera Wayne’a, Alfreda (Michael Gough). Z czasem między młodzieńcem, a dziewczyną zaczyna rodzić się uczucie. Pogarszające się relacje w drużynie zostają wykorzystane przez Pamelę Isley (Uma Thurman), znaną lepiej jako Trujący Bluszcz. Używając feromonów, udaje jej się zauroczyć chłopaka, co pogłębia konflikt między nim a swoim mentorem. Trujący Bluszcz wraz ze swoim sługą Bane’em (Jeep Swenson), wypuszczają z Zakładu Arkham Freeze'a, aby móc posłużyć się nim w ziszczeniu szalonego marzenia Pameli. Kobieta zwabia Robina do swojej kryjówki, nie zdając sobie jednak sprawy, że tym razem Cudowny Chłopiec wspólnie z Batmanem planuje ją powstrzymać. Pameli jednak udaje się ich obezwładnić za pomocą pnączy i dopiero interwencja Barbary w stroju Batgirl kończy jej sen o zagładzie ludzkości. Trójka superbohaterów rusza rozprawić się z Mister Freeze’em, który planuje zamrozić Gotham. Kiedy Batman idzie zmierzyć się z Freeze’em, Robin i Batgirl stają do walki z Bane’em. Dwójce młodych pomocników Batmana udaje się w końcu znaleźć sposób na pokonanie kolosa. Po niedopuszczeniu do zagłady miasta i uratowaniu chorego Alfreda, trójka herosów przysięga kontynuować walkę ze zbrodnią.
Chris O’Donnell miał powrócić jako Robin w planowanym w przedziale lat 1998–2000 trzecim filmie Joela Schumachera pod tytułem Batman Triumfator (Batman Triumphant), jednak klęska jaką poniosła produkcja Batman i Robin przesądziła o odsunięciu od projektu Schumachera i rozpoczęciu prac nad rebootem.

#### Mroczny Rycerz powstaje(film z 2012)
W filmie Christophera Nolana Mroczny Rycerz powstaje (The Dark Knight Rises) z 2012 roku nie pojawia się klasyczna postać Robina. W 2005 roku Christopher Nolan zapowiedział, że póki on będzie reżyserem filmów o Batmanie, w sequelach do Batman: Początek (Batman Begins) nie pojawi się Robin. Również Christian Bale był przeciwny pomysłowi pokazaniu w filmie młodego pomocnika superbohatera. Zamiennikiem Robina jest stworzona na potrzeby filmu postać młodego policjanta, Johna Blake’a, w którego wcielił się aktor Joseph Gordon-Levitt. W filmie nazwa „Robin” zostaje użyta jedynie jako imię nadane Blake’owi po urodzeniu. Jednakże istnieje wiele podobieństw między nim a komiksowym oryginałem. Podobnie jak większość wychowanków Batmana, Blake jest sierotą. Szczególnie widoczne jest podobieństwo do Dicka Graysona, gdyż obaj stracili rodziców kiedy byli jeszcze dziećmi. Kolejną cechą łączącą Blake’a z Graysonem jest praca w służbach porządkowych, ponieważ Dick kiedy dorósł i wyjechał z do Blüdhaven, wstąpił do tamtejszej policji. Z Timem Drakiem łączy go umiejętność dedukcyjnego myślenia, która doprowadziła go do wniosku, że Bruce Wayne i Batman to ta sama osoba. Ponadto, podobnie jak Jason Todd, grana przez Josepha Gordon-Levitta postać jest młodym i gniewnym człowiekiem. Oprócz Josepha Gordon-Levitta kandydatami do roli Johna Blake’a byli również: Leonardo DiCaprio, Ryan Gosling i Mark Ruffalo.
John Blake urodził się jako Robin John Blake. Został osierocony w bardzo młodym wieku, gdyż jego matka zginęła w wypadku samochodowym, zaś ojciec został zamordowany. Swoje dzieciństwo spędził w gothamskim sierocińcu sponsorowanym przez Wayne Foundation. Przez ten okres nauczył się tłumić emocje po stracie rodziców. Kiedy Bruce Wayne (Christian Bale) odwiedził sierociniec, Blake zauważył u niego podobne cechy zachowania, przez co później doszedł do wniosku, że Bruce może być Batmanem. Kiedy dorósł wstąpił do policji. Osiem lat po śmierci Harveya Denta (Aaron Eckhart), Blake zapytał się komisarza policji, Jima Gordona (Gary Oldman) o to co tak naprawdę wydarzyło się w dzień śmierci prokuratora okręgowego, jednak nie otrzymał konkretnej odpowiedzi od swojego przełożonego. Po odkryciu w Gotham siatki terrorystycznej Bane'a (Tom Hardy), ujawnił Bruce’owi swoje przypuszczenia odnośnie do prawdziwej tożsamości Batmana i poprosił go, by ten znów obronił miasto przed niebezpieczeństwem. Przebywający w szpitalu Gordon awansował Blake’a na detektywa i wydał mu polecenie, by odtąd składał każdy raport bezpośrednio niemu. Niedługo potem Blake wziął udział w pościgu za ludźmi Bane'a, którzy dokonali napadu na giełdę, a także w obławie na Batmana. Po zaginięciu Bruce’a dokonał zatrzymania zamieszanej w sprawę Seliny Kyle (Anne Hathaway), jednak ta nic nie wiedziała co terroryści uczynili z milionerem. Prowadząc dalsze dochodzenie, odkrył spisek mający na celu przejęcie miasta przez organizację Bane'a i uwięzieniu niemal całej policji pod ziemią, jednak było już za późno. Udało mu się jedynie uratować Gordona i przewieźć w bezpieczne miejsce. Po publicznym odczytaniu przez Bane'a przemówienia Gordona, w którym komisarz chciał ujawnić skrywaną prawdę o wydarzeniach sprzed ośmiu lat, Blake wyraził swoje oburzenie tym, że jego przełożony razem z Batmanem tuszowali zbrodnie Denta. Zarówno on jak i Gordon oraz pozostali policjanci przyłączyli się do ruchu oporu i wspólnie z żołnierzami sił specjalnych próbowali rozbroić reaktor fuzyjny przeprogramowany na bombę atomową, jednak plan się nie powiódł, a Gordon dostał się do niewoli. Blake próbował odbić ich z pomocą uwolnionych funkcjonariuszy, jednak tym razem to on wpadł w pułapkę. Dopiero Batmanowi udało się wszystkich uratować. Superbohater powierzył Blake’owi zadanie ewakuacji mieszkańców zanim dojdzie do eksplozji. Kiedy Batman wraz z armią policjantów ruszył, aby skonfrontować się z Bane’em i jego Ligą Cieni, młody detektyw próbował przewieźć dzieci z sierocińca przez jedyny sprawny most. Ta próba się nie powiedzie, albowiem policjanci wysadzili most z obawy, że Bane zdetonuje bombę, jak ktoś spróbuje opuścić Gotham. Po tym, jak wydawało się, że Batman poświęcił się ratując miasto, Blake postanowił odejść z policji. Wziął udział w pogrzebie Bruce’a Wayne’a, na którym byli również Jim Gordon, Alfred J. Pennyworth (Michael Caine) i Lucius Fox (Morgan Freeman). Podczas odczytania ostatniej woli Bruce’a był mile zaskoczony decyzją o przekształceniu posiadłości Wayne’a w dom dziecka im. Thomasa i Marthy Wayne’ów. Kiedy podał swoje nazwisko (John Blake) urzędniczce, ta opowiedziała mu, że nie ma takiego na liście. Dopiero po okazaniu dowodu osobistego, na którym widniało jego pełne nazwisko (Robin John Blake) otrzymał od niej torbę z współrzędnymi GPS i sprzętem do alpinizmu podziemnego. Na koniec filmu widać Blake’a, który znajduje jaskinię, która okazje się być siedzibą Batmana (Batcave).
Po premierze Mroczny Rycerz powstaje Joseph Gordon-Levitt w wywiadzie z Jimmym Kimmelem oraz portalem internetowym ScreenRant, zapowiedział, że już nie powróci do roli Robina i że zakończenie ostatniego filmu nie jest według niego furtką do potencjalnego spin-offu.

### Seriale i filmy animowane

#### Wczesne animacje
- w serialach animowanych wyprodukowanych przez studia Filmation oraz Hanna-Barbera, czyli The Adventures of Batman (z lat 1968–1969), The Batman/Superman Hour (z lat 1968–1969), Nowy Scooby Doo, odcinki: Nowe dreszczowce Scooby’ego Doo[43] i Tajemniczy wynalazek[44] (1972) oraz Super Friends (z lat 1973–1986) głosu Dickowi Graysonowi/Robinowi użyczył Casey Kasem.
- w serialu animowanym The New Adventures of Batman głosu Dickowi Graysonowi/Robinowi użyczył Burt Ward.

#### DC Animated Universe
- w serialach i filmach animowanych tworzących DC Animated Universe (DCAU) Robin/Nightwing (Dick Grayson) pojawił się w serialach animowanych: Batman (Batman: The Animated Series, The Adventures of Batman & Robin, The New Batman Adventures), oraz filmie animowanym Batman i Mr. Freeze: Subzero (Batman & Mr. Freeze: SubZero), a także gościnnie w Liga Sprawiedliwych (Justice League) w odcinku Czas Dzikosa cz. I (The Savage Time, Part I), w Liga Sprawiedliwych bez granic (Justice League Unlimited) w odcinku Gra o honor (Grudge Match), głosu użyczyli mu Joey Simmrin i Loren Lester[45]. Drugi Robin (Tim Drake) pojawił się w serialach Nowe przygody Batmana (The New Batman Adventures) i Superman (Superman: The Animated Series), oraz filmach animowanych Batman: Tajemnica Batwoman (Batman: Mystery of the Batwoman) i Batman: Powrót Jokera (Batman Beyond: Return of the Joker), pojawił się też gościnnie w Liga Sprawiedliwych (Justice League) w odcinkach Czas Dzikosa cz. I (The Savage Time, Part I) i Później (Hereafter), głosu użyczyli mu kolejno: Matthew Valencia, Eli Marienthal, Shane Sweet, Andrea Romano (Joker Junior w Batman: Powrót Jokera) i Dean Stockwell (dorosły Tim)[46]. W odcinku Legendy o rycerzu nocy (Legends of the Dark Night) pojawia się Carrie Kelley, której głosu użyczyła Anndi McAfee[47].

#### Teen Titans
- w serialu animowanym Młodzi Tytani (Teen Titans), Robin został przedstawiony jako przywódca drużyny Tytanów. W kreskówce w ogóle nie pada jego prawdziwe nazwisko, mimo to wykazuje on wiele podobieństw do Dicka Graysona m.in. znany z komiksów motyw miłości Robina i Starfire, co szczególnie widać w filmie pełnometrażowym Młodzi Tytani: Problem w Tokio (Teen Titans: Trouble in Tokyo); w odcinku Nawiedzony (Haunted) sezonu trzeciego, kiedy Raven wchodzi do jego umysłu widać we wspomnieniach Robina scenę śmierci jego rodziców, oraz jak składa on przysięgę Batmanowi; w odcinku Ile trwa wieczność? (How Long Is Forever?) sezonu drugiego w alternatywnej przyszłości występuje jako Nightwing (w polskiej wersji językowej serialu – Skrzydło); w odcinku Kontuzja (Fractured) pojawia przypominająca Robina, złośliwa postać o imieniu Larry (luźno bazująca na komiksowej postaci Bat-Mite'a[48]), a jego prawdziwe nazwisko to Nosyarg Kcid (Dick Grayson czytane od tyłu). Dopiero w komiksowej kontynuacji serialu zostaje oficjalnie potwierdzone, że jest to Dick Grayson (historia Regarding Robin w komiksie Teen Titans Go! vol. 1 #47), w której przedstawiono genezę Robina, a także zostają wspomniani jego nieżyjący rodzice – John i Mary Grayson[49]. W odcinku Go! piątego sezonu pokazano historię narodzin Młodych Tytanów, w której Robin łączy siły z innymi młodymi superbohaterami: Bestią, Cyborgiem, oraz Raven, w celu pokonania przybysza z innej planety – Gwiazdki. Robin, mimo iż jest przywódca Tytanów, wewnątrz siebie jest rozdarty, co powoduje, że czasami alienuje się od reszty drużyny. Za swojego głównego przeciwnika uważa Slade’a. Bezskutecznie próbował zinfiltrować organizację Slade’a, przybierając ukrytą tożsamość Czerwonego X-a (Red X), w odcinku Maski (Masks). Slade wielokrotnie poddawał Robina próbie, chcąc w ten sposób ocenić jego możliwą przydatność do własnych celów, lecz kiedy złoczyńca zdał sobie sprawę, że jest to niemożliwe, wówczas na swojego ucznia wybrał Terrę. W Teen Titans wspomniana została również postać Jasona Todda (w odcinku X), gdzie Bestia wysunął teorię, że to właśnie on mógł ukraść Robinowi strój Czerwonego X-a. W oryginalnej wersji językowej głosu Robinowi użyczył aktor Scott Menville, natomiast w polskiej wersji językowej aktor Grzegorz Drojewski.

#### The Batman
- w serialu animowanym Batman (The Batman) emitowanym w latach 2004–2008 w oryginalnej wersji językowej głosu Robinowi (Dickowi Graysonowi) użyczył Evan Sabara, natomiast w polskiej wersji językowej aktor Maciej Musiał.

#### Krypto the Superdog
- w serialu animowanym Krypto superpies (Krypto the Superdog) emitowanym w latach 2005–2006, w odcinku Bat-pies i Robin (Bat Hound and The Robin) pojawiła się wzorowana na Robinie postać rudzika Robbie’ego. W oryginalnej wersji językowej głosu użyczył mu Rob Paulsen, natomiast w polskiej wersji językowej aktor Grzegorz Drojewski.

#### Batman: The Brave and The Bold
- w serialu animowanym Batman: Odważni i bezwzględni (Batman: The Brave and The Bold) emitowanym w latach 2008–2011 w oryginalnej wersji językowej głosu Robinowi (Dickowi Graysonowi) użyczył aktor Diedrich Bader, natomiast w polskiej wersji językowej aktor Wojciech Rotowski.

#### Young Justice
- W pierwszym sezonie serialu animowanego Liga Młodych (Young Justice), pojawia się postać pierwszego Robina – trzynastoletniego Dicka Graysona. Wspólnie z Małym Flashem, Artemis, Marsjanką, Wodnikiem i Superboyem jest członkiem założycielem młodzieżówki Ligi Sprawiedliwych – Ligi Młodych. Grayson jest najbardziej doświadczonym członkiem drużyny, to też początkowo zakładano, że to on stanie na czele drużyny. Jednak ze względu na swój wiek, zgadza się, aby to stanowisko przypadło Wodnikowi, który zaś sam przyznaje, że to Robin, kiedy dorośnie powinien być przywódcą. W trakcie wykonywania misji Robin pełni rolę hakera, korzystając z interfejsu (holograficznego ekranu) na jego rękawicach. Posługuje się również wieloma gadżetami, tak jak Batman. W drugim sezonie, noszącym nazwę Young Justice: Invasion, Grayson powraca jako przywódca drużyny, jednak już tym razem jako Nightwing. Nowym Robinem został Tim Drake. W serialu został również wspomniany Jason Todd. W oryginalnej wersji językowej głosu Robinowi/Nightwingowi (Dickowi Graysonowi) użyczył aktor Jesse McCartney[50], natomiast w polskiej wersji językowej aktor Grzegorz Drojewski. Robinowi (Timowi Drake’owi) głosu użyczył Cameron Bowen[51].

#### DC Universe Animated Original Movies
- w filmie animowanym Liga Sprawiedliwych: Nowa granica (Justice League: The New Frontier), z 2008 roku, będącym adaptacją limitowanej serii komiksów DC: The New Frontier u boku Batmana pojawia się Robin (Dick Grayson). Głosu użyczył mu Shane Haboucha.
- w filmie animowanym Batman w cieniu Czerwonego Kaptura (Batman: Under the Red Hood), na podstawie historii Batman: Under the Hood, pojawia się dwóch byłych Robinów: Dick Grayson (jako Nightwing), oraz Jason Todd jako Red Hood. Głosu Nightwingowi użyczył aktor Neil Patrick Harris, zaś aktor Jensen Ackles podłożył głos pod Red Hooda.

### Gry komputerowe
Robin pojawił się w następujących grach wideo:
- Batman: The Animated Series z 1993 roku na platformę: Game Boy
- The Adventures of Batman & Robin z 1994 roku na platformy: SNES, Sega Mega-CD, Sega Game Gear
- Batman Forever z 1995 roku na platformę: SNES, Sega Mega Drive, Sega Game Gear
- Batman & Robin z 1998 roku na platformę: PlayStation
- Batman: Chaos in Gotham z 2001 roku na platformy: Game Boy Color
- Batman: Dark Tomorrow z 2002 roku na platformy: Xbox i GameCube
- Batman: Rise of Sin Tzu z 2003 z roku na platformy: PlayStation 2, Xbox, GameCube i Game Boy Advance
- Teen Titans z 2005 roku na platformy: PlayStation 2, GameCube, Xbox, Game Boy Advance
- Lego Batman: The Video Game z 2008 roku na platformy: Nintendo DS, PlayStation 2, PlayStation 3, PlayStation Portable, Wii, Xbox 360, Mac OS X, Microsoft Windows i telefony komórkowe
- Batman: The Brave and the Bold – The Videogame z 2010 roku na platformy: Wii, Nintendo DS
- DC Universe Online z 2011 roku na platformy: PlayStation 3 i Microsoft Windows
- Batman: Arkham City z 2011 roku na platformy: PlayStation 3, Xbox 360 i Microsoft Windows
- Lego Batman 2: DC Super Heroes z 2012 roku na platformy: PlayStation 3, PlayStation Vita, Wii, Xbox 360, Nintendo DS i Microsoft Windows
- Injustice: Gods Among Us z 2013 roku na platformy: PlayStation 3, Xbox 360 i Wii U
- Young Justice: Legacy z 2013 roku na platformy PlayStation 3, Xbox 360, Wii, Nintendo DS, Nintendo 3DS i Microsoft Windows
- Lego Batman 3: Poza Gotham z 2014 roku na platformy: PlayStation 4, Xbox One, PlayStation 3, Xbox 360, Wii, PlayStation Vita, Nintendo 3DS, iOS i Microsoft Windows